# Lennart Jonsson
Helge Lennart Jonsson (ur. 11 czerwca 1933 w Västervik, zm. 1 września 2023 w Västerås) – szwedzki lekkoatleta, medalista mistrzostw Europy z 1958.
Zdobył brązowy medal w sztafecie 4 × 400 metrów na mistrzostwach Europy w 1958 w Sztokholmie. Sztafeta szwedzka biegła w składzie: Nils Holmberg, Hans Lindgren, Jonsson i Alf Petersson. Wyrównała wówczas  rekord Szwecji czasem 3:10,7. Jonsson startował na tych mistrzostwach również w biegu na 400 metrów, w którym odpadł w półfinale.
Na igrzyskach olimpijskich w 1960 w Rzymie odpadł w eliminacjach biegu na 200 metrów i półfinale sztafety 4 × 400 metrów.
Był mistrzem Szwecji w biegu na 400 metrów w 1959 oraz w sztafecie 4 × 400 metrów w 1958 i 1959.
Kilkakrotnie poprawiał rekord Szwecji w sztafecie 4 × 400 metrów do czasu 3:09,9 (10 września 1961 w Sztokholmie.